# Saint-Cirgues, Lot
Saint-Cirgues là một xã thuộc tỉnh Lot tây nam Pháp. Xã có diện tích 32,5 km², dân số theo điều tra năm 1999 là 355 người. Khu vực này có độ cao trung bình 555 mét trên mực nước biển.